# Tony Bernazard
Antonio « Tony » Bernazard Garcia (né le 24 août 1956 à Caguas, Porto Rico) est un ancien joueur de deuxième but de baseball. 
Il évolue dans la Ligue majeure de baseball pour les Expos de Montréal en 1979 et 1980, les White Sox de Chicago de 1981 à 1983, les Mariners de Seattle en 1983, les Indians de Cleveland de 1984 à 1987, les Athletics d'Oakland en 1987 et les Tigers de Détroit en 1991. Il joue trois ans dans la Ligue Pacifique du Japon pour les Nankai / Fukuoka Hawks de 1988 à 1990.
Il fait partie de l'équipe de direction des Mets de New York de 2004 à 2009.

## Carrière de joueur

### Ligues majeures
En 1 071 matchs joués dans les Ligues majeures, Bernazard compile 970 coups sûrs dont 75 circuits, 523 points marqués, 391 points produits et 113 vols de buts. Sa moyenne au bâton en carrière s'élève à ,262 et sa moyenne de présence sur les buts à ,339. 
Il signe son premier contrat professionnel avec les Expos de Montréal et débute en ligues mineures avec un de leurs clubs affiliés en 1974, passe notamment les saisons 1976 et 1977 avec les Métros de Québec et débute dans les majeures avec les Expos le 13 juillet 1979. Montréal l'échange aux White Sox de Chicago le 12 décembre 1980 contre le lanceur Rich Wortham. Membre des White Sox de Chicago qui remportent le titre de la division Ouest de la Ligue américaine en 1983, il ne savoure pas ce moment avec le club, qui l'échange aux Mariners de Seattle le 15 juin 1983 contre un autre joueur de deuxième but, Julio Cruz. 
En 1984 avec Cleveland, il connaît une désastreuse séquence en offensive où il ne réussit aucun coup sûr en 44 présences officielles au bâton, du 25 avril au 7 mai. Ceci égale un record des majeures (excluant les lanceurs) établit par Luis Aparicio des Red Sox de Boston en 1971, et éventuellement battu par une séquence de 0-en-45 de Craig Counsell pour Milwaukee en 2011. Limité à une moyenne au bâton de ,221 au cours de cette saison 1984, Bernazard enchaîne cependant avec deux campagnes productives pour Cleveland. Sa saison 1986 est sa meilleure en carrière alors qu'il maintient une moyenne au bâton de ,301 en 146 matchs joués et établit ses records personnels de 169 coups sûrs, 17 circuits et 73 points produits.

### Japon
Bernazard joue en Ligue Pacifique du Japon pour les Nankai / Fukuoka Hawks de 1988 à 1990. En 308 matchs joués au total, il récolte 335 coups sûrs et 193 points produits. Il ne compile que 11 buts volés en trois ans mais frappe 67 circuits en 1 349 passages au bâton alors qu'il n'en réussit que 75 dans les Ligues majeures en 4 243 passages au bâton. 
Après ces trois années au Japon, Bernazard tente un retour en Amérique du Nord mais ne joue que 6 parties pour les Tigers de Détroit, disputant son dernier match professionnel à 34 ans le 26 avril 1991.

## Carrière de dirigeant
De 1992 à 2004, Tony Bernazard est assistant spécial de Donald Fehr au sein de l'Association des joueurs de la Ligue majeure de baseball.
En novembre 2004, Tony Bernazard est engagé comme assistant au directeur général des Mets de New York, Omar Minaya. Il est en décembre 2006 élevé à la position de vice-président du développement. Il contribue à convaincre les agents libres Carlos Beltrán et Billy Wagner de signer avec les Mets et recommande l'embauche de Willie Randolph comme gérant de l'équipe avant la saison 2005. Cependant, on reproche à Bernazard au cours des années suivantes de mettre des bâtons dans les roues de Randolph et de nuire volontairement aux efforts de celui qui sera finalement congédié en cours de saison 2008. 
Bernazard est impliqué dans plusieurs polémiques au cours d'années qui s'avèrent turbulentes pour les Mets de New York. Dans les mois menant à la saison 2005, il est critiqué publiquement par Carlos Delgado, un joueur autonome que les Mets essaient d'attirer à New York. Delgado, un homme éduqué, est offusqué que Bernazard, essayant de jouer sur leurs communes origines portoricaines, lui ait parlé dans une langue populaire qu'il décrit comme de l'« espagnol de rue ». Malgré son animosité envers Bernazard, Delgado signe un contrat avec les Mets un an plus tard, à l'automne 2005. Les incidents où Bernazard traite cavalièrement divers employés des Mets se multiplient et culminent en 2009 : Bernazard retire sa chemise et invite à la bagarre de jeunes joueurs des Mets de Binghamton, et il a une altercation avec le joueur étoile Francisco Rodríguez. Le 27 juillet 2009, Bernazard est congédié par les Mets.